# Psittacidae
Gli Psittacidi (Psittacidae Illiger, 1811) sono una numerosa famiglia di uccelli dell'ordine Psittaciformes, diffusi principalmente nelle zone tropicali e subtropicali del mondo, come l'America Latina, l'India, l'Asia sudorientale, l'Africa e l'Oceania.
Le specie di piccola e media stazza sono note comunemente come parrocchetti.

## Descrizione
Le loro caratteristiche principali sono:
- il becco ricurvo, simile a quello dei rapaci, specializzato però nell'aprire frutti o semi legnosi;
- la mandibola superiore non è fusa con il cranio, ciò permette maggiori movimenti sciolti con il becco e la testa.
- la posizione del corpo, solitamente eretta;
- il numero delle dita delle zampe, quattro, opposte a coppie tra loro (sono zigodattili);
- moltissime specie riescono poi ad imitare suoni o addirittura la voce umana.

## Tassonomia

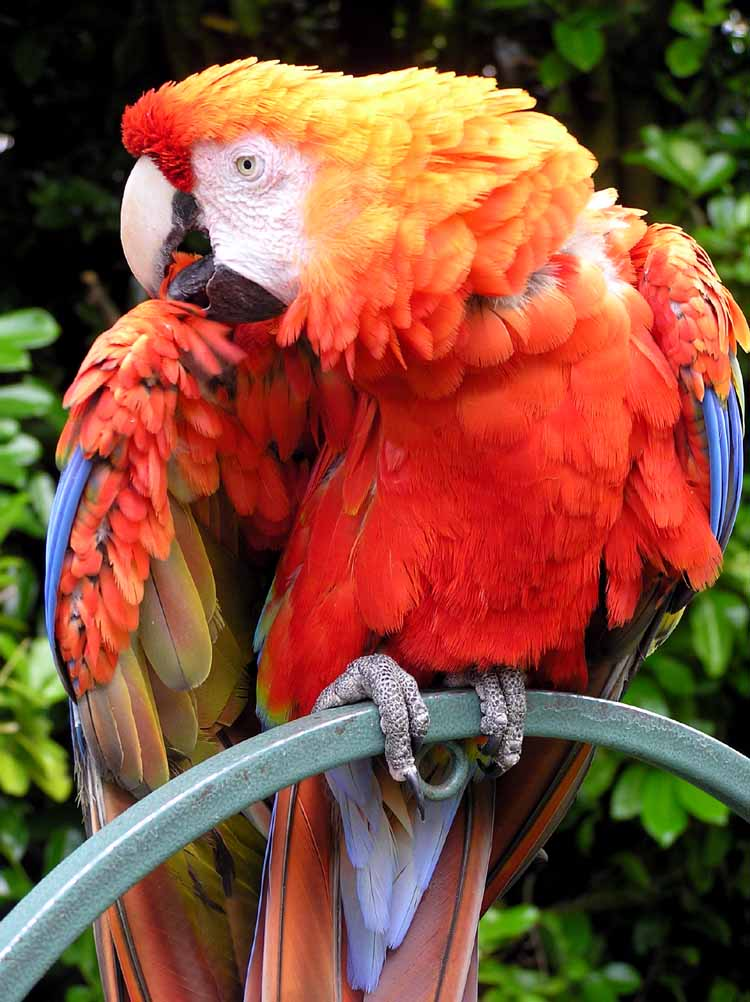
Ara macao

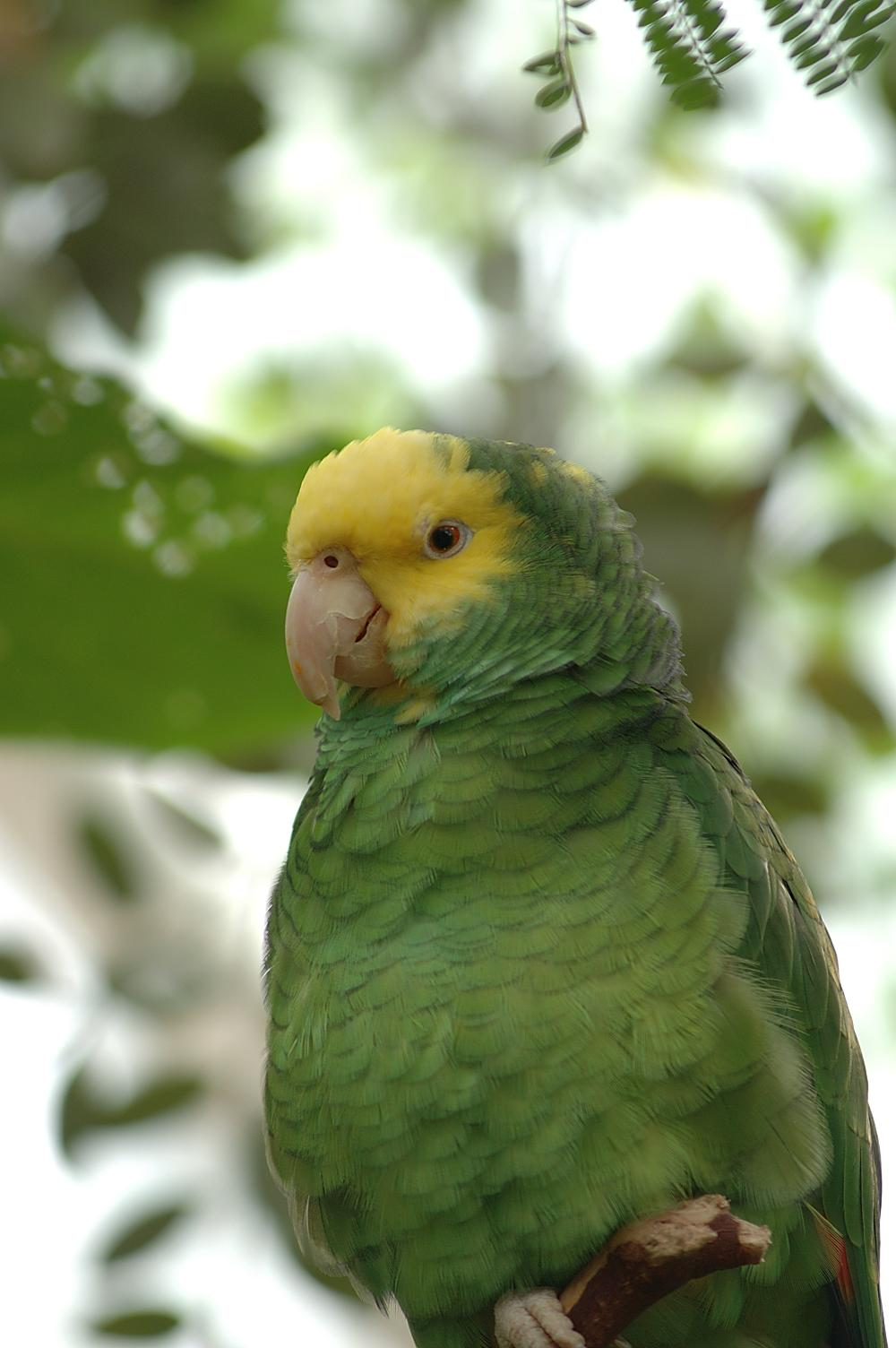
Amazona oratrix

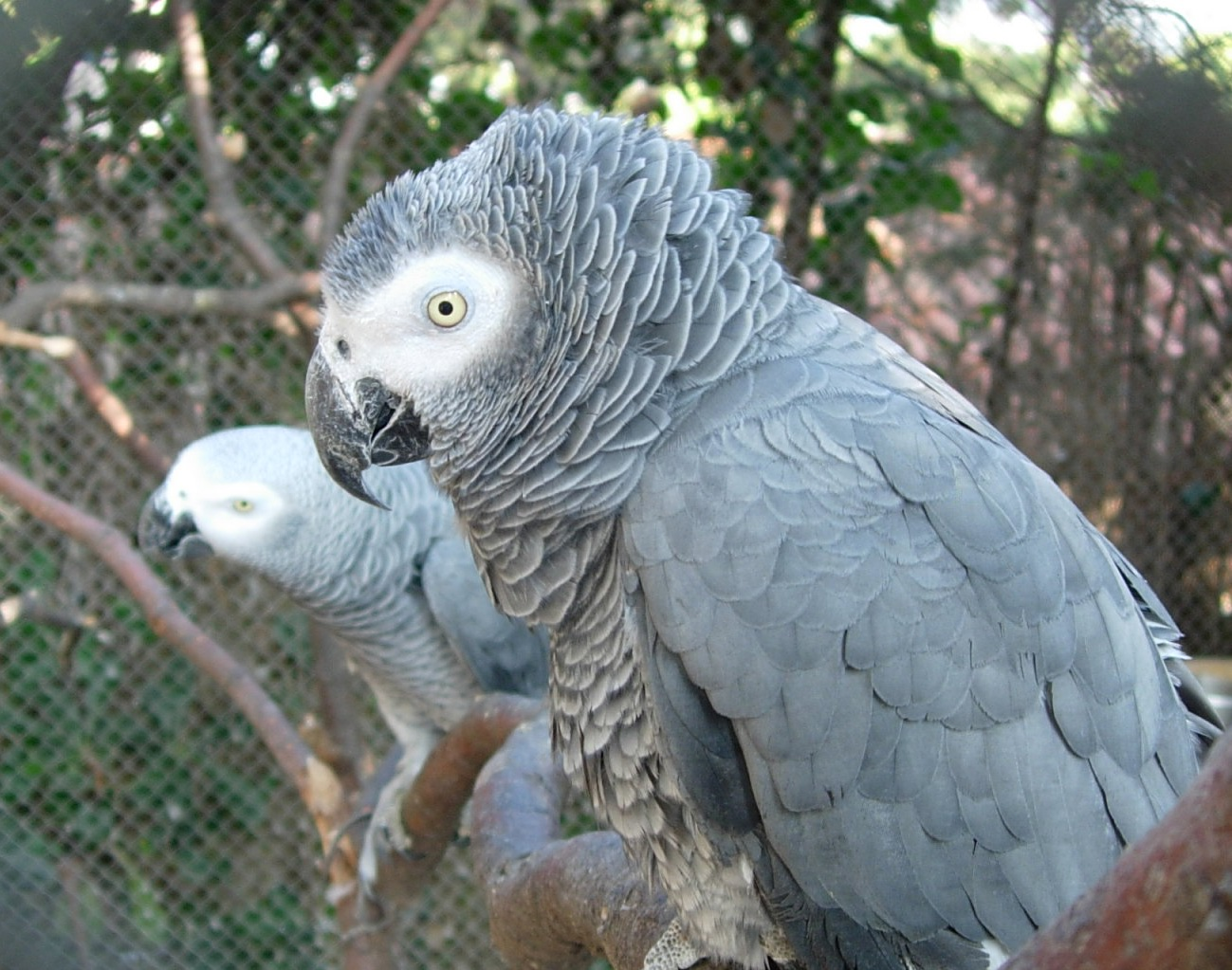
Psittacus erithacus

La famiglia comprende attualmente due sottofamiglie:
- Sottofamiglia Psittacinae Rafinesque, 1815
  - Genere Psittacus Linnaeus, 1758 (1 sp.)
  - Genere Poicephalus (10 spp.)
- Sottofamiglia Arinae G.R.Gray, 1840
  - Genere Anodorhynchus Spix, 1824 (3 spp.)
  - Genere Cyanopsitta Bonaparte, 1854 (1 sp.)
  - Genere Ara Lacépède, 1799 (9 spp.)
  - Genere Orthopsittaca Bonaparte, 1854 (1 sp.)
  - Genere Primolius Bonaparte, 1857 (3 spp.)
  - Genere Diopsittaca Ridgway, 1912 (1 sp.)
  - Genere Rhynchopsitta Bonaparte, 1854 (2 spp.)
  - Genere Ognorhynchus Bonaparte, 1857 (1 sp.)
  - Genere Guaruba Lesson, 1830 (1 sp.)
  - Genere Aratinga Spix, 1824 (6 spp.)
  - Genere Eupsittula Bonaparte, 1853 (5 spp.)
  - Genere Thectocercus Ridgway, 1912 (1 sp.)
  - Genere Psittacara Vigors, 1825 (11 spp.)
  - Genere Leptosittaca Berlepsch e Stolzmann, 1894 (1 sp.)
  - Genere Conuropsis Salvadori, 1891 (1 sp.)
  - Genere Cyanoliseus Bonaparte, 1854 (1 sp.)
  - Genere Pyrrhura Bonaparte, 1856 (24 spp.)
  - Genere Enicognathus G.R.Gray, 1840 (2 spp.)
  - Genere Myiopsitta Bonaparte, 1854 (1 sp.)
  - Genere Psilopsiagon Ridgway, 1912 (2 spp.)
  - Genere Bolborhynchus Bonaparte, 1857 (3 spp.)
  - Genere Forpus Boie, 1858 (7 spp.)
  - Genere Brotogeris Vigors, 1825 (8 spp.)
  - Genere Nannopsittaca Ridgway, 1912 (2 spp.)
  - Genere Touit Gray, 1855 (8 spp.)
  - Genere Pionites Heine, 1890 (2 spp.)
  - Genere Pyrilia Bonaparte, 1856 (7 spp.)
  - Genere Pionopsitta Bonaparte, 1854 (1 sp.)
  - Genere Hapalopsittaca Ridgway, 1912 (4 spp.)
  - Genere Alipiopsitta Caparroz e Pacheco, 2006 (1 spp.)
  - Genere Graydidascalus Bonaparte, 1854 (1 spp.)
  - Genere Pionus Wagler, 1832 (8 spp.)
  - Genere Amazona Lesson, 1830 (32 spp.)
  - Genere Deroptyus Wagler, 1832 (1 sp.)
  - Genere Triclaria Wagler, 1832 (1 sp.)

Le sottofamiglie Psittrichasinae e Psittaculinae, un tempo assegnate a questa famiglia, sono state spostate nella famiglia Psittaculidae.

## Uccelli parlanti
Così come le gazze ed i merli indiani, anche numerose specie di pappagalli sono famose per questa abilità sonora, che molto colpisce la curiosità umana.
I più abili parlatori sono i pappagalli cenerini (Psittacus erithacus),  ma anche le are (Ara macao) più grandi. Numerosi studi scientifici hanno dimostrato che questi uccelli riescono a riprodurre, con discreta facilità, numerose consonanti e vocali umane a causa dell'assonanza di queste con alcune loro "sillabe" utilizzate nei loro versi naturali. Tuttavia, in natura tendono a non imitare nessun verso a loro sconosciuto: l'imitazione "a pappagallo" sembra derivare, quindi, da un bisogno di attenzioni dovuto allo stato di cattività e dall'affetto che si instaura tra l'esemplare e l'allevatore o la figura umana percepita più vicina. Infatti, le vocalizzazioni si fanno più frequenti quando gli umani si allontanano o viceversa dimostrano attenzione: il pappagallo percepisce queste diverse situazioni ed emette suoni per attirare attenzioni, compagnia ed affetto.
Nei primi anni 2000 grande rumore si creò intorno ad Alex, un esemplare di Cenerino che sembrava possedere, oltre a un notevole vocabolario umano in lingua inglese, una buona comprensione delle domande poste.

## Colonie "aliene" negli habitat urbani
Importati quasi da cinque secoli in Europa e in America del Nord, molte specie di pappagalli si sono ormai stabilite in vere e proprie colonie nelle metropoli o nelle campagne adiacenti. Il caso più famoso è quello spagnolo, dove migliaia di individui vivono ormai stabilmente tra i viali alberati di Barcellona nei parchi di Madrid o a Tenerife (ma qui si pensa anche a migrazioni naturali). Note anche le varie specie (Amazona autumnalis, Amazona finschi, Brotogeris chiriri) stabilitesi ormai nella California meridionale;
I pappagalli sono uccelli molto adattabili che si inseriscono facilmente nelle catene alimentari locali, senza però essere predati in modo sufficiente. Se per ora si registrano ben pochi episodi di sovraffollamenti, non è da escludere questo problema in futuro.

## Il pappagallo nelle arti

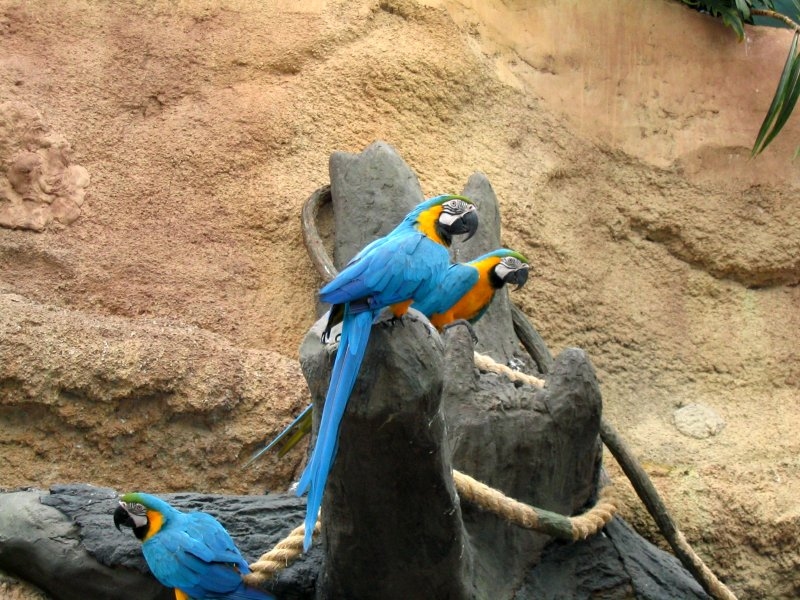
Esemplari di Ara ararauna.

Simboli dell'esotismo assieme alle palme, i pappagalli, fin dalla scoperta del lontano Oriente, hanno affascinato gli Europei per la bellezza del piumaggio e per la capacità di parola. Ma rimaneva, tuttavia, un segreto della lontana India, del Catai e del Cipango. La scoperta dell'America portò maggior libertà ai regni possidenti, che poterono, finalmente, acquisire direttamente ciò che fino a pochi anni prima dovevano comprare a caro prezzo dai mercanti orientali o solamente osservare.
Fu così che, in pochi secoli, nacque un grande interesse per questi magnifici uccelli. Nel frattempo, pittura e scultura lo scelgono come soggetto, fino a spingere orafi e scultori a proporlo come gioiello od oggetto di arredamento. Dall'interesse naturalistico a quello letterario, artistico e cinematografico il passo è breve.
Ecco che nascono, quindi, racconti o romanzi, come Un cuore semplice di Gustave Flaubert e La vedova e il pappagallo, Storie per ridere di Virginia Woolf.
Il pappagallo entra anche nei fumetti, con il disneyano José Carioca, simpatico pappagallo verde brasiliano amico di giovinezza di Paperino. Tra i film si segnala Paulie - Il pappagallo che parlava troppo di John Roberts, del 1998 mentre nell'animazione degno di nota è Iago, pappagallo inizialmente antagonista (essendo un ex alleato di Jafar) poi co-protagonista della serie di film Aladdin.
Nell'iconografia il pappagallo è simbolo mariano, emblema di innocenza e di purezza. Esso appare nelle scene del Paradiso Terrestre o della Madonna col Bambino perché era opinione diffusa che il suo verso più comune fosse "Ave", cioè il saluto dell'arcangelo Gabriele a Maria al momento dell'Annunciazione.